# Miguel Campos
Miguel Jorge Ribeiro de Campos (ur. 29 lipca 1973) – portugalski kierowca rajdowy. W swojej karierze zaliczył 7 występów w Rajdowych Mistrzostwach Świata. Był wicemistrzem Europy w 2003 roku i jednokrotnym mistrzem swojego kraju.
W 1997 roku Campos zadebiutował w Rajdowych Mistrzostwach Świata. Pilotowany przez João Perdigão i jadący Mitsubishi Lancerem Evo 3 nie ukończył wówczas Rajdu Portugalii. W rajdzie tym startował także w kolejnych 3 latach. W 1999 i 2000 roku dwukrotnie z rzędu prowadząc Mitsubishi Carismę wygrał klasę N4.
W 2003 roku Campos wywalczył wraz z pilotem Carlosem Magalhãesem wicemistrzostwo Europy w rajdach za kierownicą Peugeota 206 WRC. W tamtej edycji zwyciężył w 4 rajdach: Rajdzie Mille Miglia, Rajdzie Wysp Kanaryjskich, Rajdzie Polski i Rajdzie Madery. Zdobył tyle samo punktów co Belg Bruno Thiry, jednak przegrał tytuł liczbą zwycięstw (Thiry wygrał 5 zawodów).
Swoje sukcesy Campos osiągał także w mistrzostwach Portugalii. Czterokrotnie sięgał po tytuł mistrzowski w klasie N. W 1997 roku wywalczył go jako kierowca Mitsubishi Lancera Evo 2, a w latach 1998–2000 – jako kierowca Mitsubishi Carismy. W 2002 roku został mistrzem Portugalii jadąc Peugeotem 206 WRC.

## Występy w mistrzostwach świata
| Rok  | Rajd                                  | Pilot            | Samochód                    | Pozycja               |
| ---- | ------------------------------------- | ---------------- | --------------------------- | --------------------- |
| 1996 | Rajd Portugalii (samochody 2-litrowe) | Duarte Costa     | Seat Ibiza GTI 16V          | nie ukończył          |
| 1997 | Rajd Portugalii                       | João Perdigão    | Mitsubishi Lancer Evo 3     | nie ukończył          |
| 1998 | Rajd Portugalii                       | Carlos Magalhães | Mitsubishi Carisma GT       | 21. miejsce (3. w N4) |
| 1999 | Rajd Portugalii                       | Miguel Ramalho   | Mitsubishi Carisma GT       | 12. miejsce (1. w N4) |
| 2000 | Rajd Portugalii                       | Carlos Magalhães | Mitsubishi Carisma GT Evo 6 | 15. miejsce (1. w N4) |
| 2000 | Rajd Katalonii                        | Carlos Magalhães | Mitsubishi Carisma GT Evo 6 | 20. miejsce (4. w N4) |
| 2004 | Rajd Monte Carlo                      | Nuno da Silva    | Peugeot 206 WRC             | nie ukończył          |
| 2004 | Rajd Cypru                            | Nuno da Silva    | Peugeot 206 WRC             | 8. miejsce            |